# Arimaa
Arimaa jest strategiczną grą planszową przeznaczoną dla dwóch graczy, rozgrywaną na 64-polowej planszy przypominającej szachownicę.

## Historia
Arimaa została wymyślona przez Omara Syeda, amerykańskiego informatyka indyjskiego pochodzenia specjalizującego się w dziedzinie sztucznej inteligencji. Kiedy komputer Deep Blue pokonał w szachy światowego mistrza Garriego Kasparowa, Syed postanowił stworzyć nową grę, w którą można by było grać za pomocą standardowego zestawu do gry w szachy, trudną dla komputerów, a jednocześnie mającą na tyle proste reguły, by mogło je zrozumieć i opanować kilkuletnie dziecko. Grę nazwał arimaa – wyraz ten jest pisanym wspak imieniem jego (wówczas czteroletniego) syna Aamira z dodaną na początku literą a. W 2002 roku Syed opublikował reguły gry i ogłosił nagrodę w wysokości 10 000 dolarów dla twórcy pierwszego programu komputerowego (działającego na standardowym sprzęcie), który (do końca roku 2020) zdoła pokonać człowieka w meczu arimaa składającym się z 6 lub więcej gier. Reguły gry zostały opatentowane przez Syedów, a nazwa Arimaa zarejestrowana jako zastrzeżony znak towarowy.

## Reguły gry
Arimę rozgrywa się na kwadratowej, 64-polowej planszy (o wymiarach 8 na 8), na której wyróżniono 4 pola (tzw. pułapki) – c3, f3, c6 i f6 według szachowej notacji algebraicznej. Gra przeznaczona jest dla dwóch graczy. Każdy z graczy dysponuje kompletem 16 bierek (jeden komplet w kolorze złotym, drugi – srebrnym), w skład którego wchodzą (w kolejności od najsilniejszych do najsłabszych): 1 słoń (), 1 wielbłąd (), 2 konie (), 2 psy (), 2 koty () i 8 królików (). Do gry można wykorzystać szachownicę i zestaw bierek do gry w szachy (zamiast słonia można użyć króla, zamiast wielbłąda – hetmana itd.).
|    | |    |    |    |    |    |    |
|    | \| \| \| \| \| \| \| \| \| \| \| \| \| \| \| \| \| \| \| \| \| \| \| \| \| \| \| \| \| \| \| \| \| \| \| \| \| \| \| \| \| \| \| \| \| \| \| \| \| \| \| \| \| \| \| \| \| \| \| \| \| \| \| \| \| \| \| \| \| \| \| \| |    |    |    |    |    |    |
|    | |    |    |    |    |    |    |
| a8 | b8 | c8 | d8 | e8 | f8 | g8 | h8 |
| a7 | b7 | c7 | d7 | e7 | f7 | g7 | h7 |
| a6 | b6 | c6 | d6 | e6 | f6 | g6 | h6 |
| a5 | b5 | c5 | d5 | e5 | f5 | g5 | h5 |
| a4 | b4 | c4 | d4 | e4 | f4 | g4 | h4 |
| a3 | b3 | c3 | d3 | e3 | f3 | g3 | h3 |
| a2 | b2 | c2 | d2 | e2 | f2 | g2 | h2 |
| a1 | b1 | c1 | d1 | e1 | f1 | g1 | h1 |

| a8 | b8 | c8 | d8 | e8 | f8 | g8 | h8 |
| a7 | b7 | c7 | d7 | e7 | f7 | g7 | h7 |
| a6 | b6 | c6 | d6 | e6 | f6 | g6 | h6 |
| a5 | b5 | c5 | d5 | e5 | f5 | g5 | h5 |
| a4 | b4 | c4 | d4 | e4 | f4 | g4 | h4 |
| a3 | b3 | c3 | d3 | e3 | f3 | g3 | h3 |
| a2 | b2 | c2 | d2 | e2 | f2 | g2 | h2 |
| a1 | b1 | c1 | d1 | e1 | f1 | g1 | h1 |

Celem gry jest umieszczenie królika w ostatnim rzędzie planszy, tj. gracz grający złotymi wygrywa, gdy umieści jednego ze swoich królików w ósmym rzędzie, zaś srebrny gracz zwycięża, gdy umieści srebrnego królika w rzędzie pierwszym.
Na początku gry plansza jest pusta. Gracz grający złotymi rozpoczyna grę od rozmieszczenia swoich szesnastu bierek w rzędach pierwszym i drugim w dowolny sposób. Następnie srebrny gracz rozmieszcza swoje bierki w rzędach siódmym i ósmym, również wedle własnego uznania. Przykładowe początkowe rozmieszczenie pokazano na diagramie obok.
|    | |    |    |    |    |    |    |
|    | \| \| \| \| \| \| \| \| \| \| \| \| \| \| \| \| \| \| \| \| \| \| \| \| \| \| \| \| \| \| \| \| \| \| \| \| \| \| \| \| \| \| \| \| \| \| \| \| \| \| \| \| \| \| \| \| \| \| \| \| \| \| \| \| \| \| \| \| \| \| \| \| |    |    |    |    |    |    |
|    | |    |    |    |    |    |    |
| a8 | b8 | c8 | d8 | e8 | f8 | g8 | h8 |
| a7 | b7 | c7 | d7 | e7 | f7 | g7 | h7 |
| a6 | b6 | c6 | d6 | e6 | f6 | g6 | h6 |
| a5 | b5 | c5 | d5 | e5 | f5 | g5 | h5 |
| a4 | b4 | c4 | d4 | e4 | f4 | g4 | h4 |
| a3 | b3 | c3 | d3 | e3 | f3 | g3 | h3 |
| a2 | b2 | c2 | d2 | e2 | f2 | g2 | h2 |
| a1 | b1 | c1 | d1 | e1 | f1 | g1 | h1 |

| a8 | b8 | c8 | d8 | e8 | f8 | g8 | h8 |
| a7 | b7 | c7 | d7 | e7 | f7 | g7 | h7 |
| a6 | b6 | c6 | d6 | e6 | f6 | g6 | h6 |
| a5 | b5 | c5 | d5 | e5 | f5 | g5 | h5 |
| a4 | b4 | c4 | d4 | e4 | f4 | g4 | h4 |
| a3 | b3 | c3 | d3 | e3 | f3 | g3 | h3 |
| a2 | b2 | c2 | d2 | e2 | f2 | g2 | h2 |
| a1 | b1 | c1 | d1 | e1 | f1 | g1 | h1 |

Po zakończeniu fazy przygotowawczej rozpoczyna się właściwa faza gry. Gracze wykonują na przemian ruchy, pierwszy ruch wykonuje złoty.
Każdy ruch (tura) składa się z od jednego do czterech kroków. Na ruch mogą składać się następujące posunięcia:
- Gracz może przesunąć wybraną swoją bierkę na sąsiednie wolne pole. Słoń, wielbłąd, koń, pies i kot mogą poruszać się do przodu, do tyłu lub na boki. Królik może poruszać się jedynie do przodu i na boki. Każde przesunięcie trwa jeden krok.
- Silniejsza bierka może przemieścić słabszą bierkę przeciwnego koloru. Każde przemieszczenie zużywa dwa kroki. Istnieją dwa rodzaje przemieszczenia:
  - Pchnięcia dokonuje się następująco: bierkę przeciwnika (słabszą, „pchaną”) gracz przesuwa na sąsiednie wolne pole, a własna bierka (silniejsza, „pchająca”) zajmuje jej miejsce. Przykładowo na sąsiednim diagramie złoty słoń na d3 może popchnąć srebrnego królika z d2 na e2, a następnie samemu przesunąć się na d2.
  - Pociągnięcia dokonuje się następująco: gracz przesuwa własną (silniejszą, „ciągnącą”) bierkę na sąsiednie wolne pole, zaś bierka przeciwnika (słabsza, „ciągnięta”) zajmuje jej miejsce. Na przykład srebrny słoń z d5 może przesunąć się na d4 i pociągnąć za sobą złotego konia z d6 na d5.

Nie można jedną bierką jednocześnie przemieszczać dwóch lub więcej bierek przeciwnika – na przykład jedną pchać, a drugą ciągnąć w tym samym czasie. Bierki o tej samej sile nie mogą się nawzajem przemieszczać. Słoń, jako najsilniejszy, nie może zostać przemieszczony przez żadną inną bierkę.
Aby ruch był poprawny, po jego wykonaniu stan planszy musi się zmienić. Wykonanie ruchu nie może również prowadzić do zaistnienia stanu planszy, jaki zdarzył się już dwukrotnie wcześniej w ciągu gry. Reguła ta jest podobna do reguły superko w grze go, która zapobiega zapętleniu się gry.
Bierka, która nie sąsiaduje z żadną bierką tego samego koloru, a jednocześnie przylega do silniejszej bierki przeciwnika, jest traktowana jako zamrożona. Zamrożone bierki nie mogą się ruszać, ale mogą być przemieszczane przez przeciwnika. Zamrożona bierka może zamrozić słabszą od niej bierkę przeciwnika. Na przykład złoty królik na b7 jest zamrożony przez srebrnego psa, ale srebrny królik na d2 już nie, ponieważ sąsiaduje ze srebrnym koniem. Psy na a6 i b6 nie zamrażają się nawzajem, ponieważ są równej siły. Słoń, jako najsilniejszy, nie może zostać zamrożony przez żadną inną bierkę.
Bierka, która stoi na polu-pułapce i nie sąsiaduje z żadną bierką tego samego koloru, zostaje usunięta z planszy (zbita). Srebrne mogą zbić złotego konia na d6 pchając go na pole-pułapkę c6 słoniem z d5. Jeśli srebrny królik z c4 i srebrny koń z c2 opuszczą swoje obecne pozycje, to srebrny królik na c3 zostanie zbity.
Manewr przemieszczenia może zostać wykonany nawet wtedy, gdy w jego wyniku silniejsza figura wpadnie do pułapki. Na przykład srebrny koń z f2 może przesunąć się na pole f3 (wpadając do pułapki) i pociągnąć za sobą złotego królika z f1 na f2.
Gra może się zakończyć na jeden z trzech sposobów:
- Gol: gracz umieszcza swojego królika w ostatnim rzędzie planszy i wygrywa.
- Unieruchomienie: gracz nie może wykonać poprawnego ruchu. Wówczas wygrywa jego przeciwnik. Może się tak zdarzyć, gdy:
  - wszystkie jego bierki są zamrożone bądź zablokowane,
  - każdy ruch, jaki gracz mógłby wykonać, jest niedozwolony, ponieważ prowadzi do powtórzenia się pozycji na planszy.
- Eliminacja: gracz stracił wszystkie swoje króliki. W tej sytuacji również wygrywa przeciwnik.

W arimie nie ma remisów. Początkowo uznawano, że gra zakończyła się remisem, gdy wszystkie 16 królików zostało zbite, ale wprowadzenie zakończenia gry przez eliminację wykluczyło możliwość remisów.